# استنلی بلایستون
استنلی بلایستون (انگلیسی: Stanley Blystone؛ ‏ ۱ اوت ۱۸۹۴ – ۱۶ ژوئیهٔ ۱۹۵۶) بازیگر اهل ایالات متحده آمریکا بود.
از فیلم‌هایی که وی در آن نقش داشته‌است، می‌توان به لوله‌کش سابق، سه تفنگدار، آژیر کاذب، یک بامداد یکشنبه و جزیره اسرارآمیز اشاره کرد.
او همچنین در فیلم عصر جدید نقش پدر پولت گادرد را بازی کرد.